# Mirror's Edge (jeu vidéo, 2010)
Mirror's Edge est un jeu de plateforme à défilement latéral développé par IronMonkey Studios et édité par Electronic Arts. Il est sorti sur iPad et iPhone en 2010 et sur Windows Phone en 2012. Préquel du jeu du même nom de 2007, Mirror's Edge met en scène les Runners et les sociétés louches de la ville. Le jeu a reçu un accueil très positif de la part des critiques.

## Système de jeu
Mirror's Edge est un jeu de plateforme à défilement latéral où le joueur doit contrôler la protagoniste, Faith Connors, alors qu'elle navigue dans une ville. Le jeu agit comme un prequel du Mirror's Edge original, mettant en scène les coureurs et les sociétés louches de la ville. Pour progresser dans le jeu, le joueur doit terminer 14 niveaux le plus rapidement possible tout en dépassant des adversaires contrôlés par l'intelligence artificielle du jeu. Le joueur a la possibilité de se précipiter, de sauter, de courir sur les murs, de glisser et d'utiliser des tyroliennes. Bien que Faith ne puisse pas utiliser d'armes, le joueur peut effectuer des attaques de mêlée et désarmer ses adversaires. Les records peuvent être téléchargés vers des classements en ligne, où les records d'autres joueurs peuvent être téléchargés en tant que Ghosts. Ce sont des enregistrements qui montrent au joueur le chemin parcouru par les autres joueurs.
Le jeu comprend un mode multijoueur en écran partagé, où deux joueurs peuvent s'affronter sur n'importe quel niveau déverrouillé du jeu. Un autre mode multijoueur, Rivals, implique que les joueurs récupèrent des sacs dans un délai limité.

## Développement et sortie
Mirror's Edge a été développé par IronMonkey Studios, un studio de jeux vidéo basé à Melbourne, en Australie. Le jeu a été initialement annoncé le 2 décembre 2009 pour iPhone et devait sortir en janvier 2010, mais il a été retardé afin que les développeurs puissent ajouter plus de contenu et apporter des modifications supplémentaires. Il a ensuite été décidé que le jeu sortirait pour la première fois le 1er avril 2010, pour le lancement de l'iPad. Une version iPhone a finalement été publiée le 2 septembre 2010. Bien que les deux versions soient essentiellement le même jeu, la version iPhone n'inclut pas de mode multijoueur. Une autre version est sortie pour les Nokia Lumia Windows Phones le 13 juillet 2012. En 2015, le jeu a été supprimé de l'App Store car il ne prend pas en charge les versions iOS plus récentes que 7.1.2.

## Accueil
Mirror's Edge a reçu des critiques très positives de la part des critiques, qui l'ont fréquemment comparé à Canabalt.   IGN a considéré Mirror's Edge comme l'un des meilleurs jeux de lancement pour l'iPad, tandis qu'Eurogamer le décrivait comme une "belle interprétation 2.5D" de l'original, louant ses commandes intuitives et les animations fluides de Faith. Passant en revue la version iPhone, l'éditeur de Kotaku, Luke Plunkett, a critiqué la courte durée du jeu en raison de l'absence de mode multijoueur, déclarant que le jeu peut être terminé en une demi-heure, mais a néanmoins loué ses commandes simples et réactives. Il a également fait l'éloge des graphismes pour leurs textures nettes et colorées, en particulier lorsque le jeu est joué sur des appareils iPhone 4 ou iPod Touch 4. En novembre 2010, le jeu s'est vendu à plus de 37 000 exemplaires. 